# Mittelgebirge
Con il termine Mittelgebirge /ˈmɪtəlɡəˌbiɐ̯ɡə/ (termine tedesco) si intende una zona di bassi rilievi situata in Europa centrale e, particolarmente, in Germania. I Mittelgebirge non superano un determinato livello (non si tratta di alta montagna).
I Mittelgebirge si estendono tra le pianure settentrionali e le Alpi a sud. Comprendono diverse formazioni montuose tra cui le più note sono il Massiccio scistoso renano, la Selva di Turingia, la Foresta di Teutoburgo, la Foresta Nera, i Monti Metalliferi, l'Harz, la Selva Boema, la Selva Bavarese, la Selva Sveva, la Selva Francona e il Weserbergland.
| Controllo di autorità | GND (DE) 4126088-0 |